# Benedic Domino
Benedic Domino, opus 59a is een compositie van Vagn Holmboe.
Het werk is het eerste werk uit zijn Liber Cantoricum, boek II uit 1952/1953. Holmboe wilde met die verzamelingen in de voetsporen treden van zijn leraar Knud Jeppesen, die weer een bewonderaar was van Giovanni Pierluigi da Palestrina. Het genre is een zesstemmig motet, gezongen in Latijn. Het werk bestaat uit drie delen, waarvan de twee laatste delen in elkaar overvloeien:
1. Benedic, anima mea (tekst: Psalm 103, 1-5)
2. Hominis dies (tekst: Psalm 103, 15-16)
3. Benedicite domino (tekst: Psalm 103, 20-22)[1]

De stemverdeling is SATB. SATB staat voor sopraan, alt, tenor, bariton. Daarboven zijn nog een solosopraan en solotenor te horen. Qua moeilijkheidsgraad is het ingedeeld als gemiddeld moeilijk. 
In 2021 zijn er twee uitvoeringen beschikbaar:
- Bis Records: Camarata Kamerkoor onder leiding van Per Enevold (opname 1977)
- Classico: Concertkoor Kopenhagen onder leiding van Steen Lindholm (opname omstreeks 1998 )

Alhoewel zelden uitgevoerd werd het in 2012 opnieuw uitgegeven. In 2019 zong het Leiderdorps Kamerkoor het werk tijdens een concert gewijd aan Noordse componisten.